# Гран-Фор-Филипп
Гран-Фор-Фили́пп (фр. Grand-Fort-Philippe) — коммуна во Франции, регион О-де-Франс, департамент Нор, округ Дюнкерк, кантон Гранд-Сент. Расположена в 93 км к северо-западу от Лилля и 23 км к западу от Дюнкерка, в 7 км от автомагистрали А11, на побережье Ла-Манша, в устье реки А.
Население (2017) — 5 048 человек.

## История
Между 1635 и 1638 годами испанцы решили прорыть канал от Гравлина к Северному морю. На побережье они построили укрепление, которое назвали «Форт-Сен-Филипп». В 1638 году французы разрушили форт, а еще через 20 лет по Пиренейскому договору эта территория перешла к Франции. В 1740 году король Людовик XV вернулся к идее прокладки канала от Гравлина к побережью, поскольку заиливание окрестных земель постепенно отодвигало порт Гравлина от моря. В 1785 году здесь были построены первые дома и поселились семьи рыбаков.

## Достопримечательности
- Церковь Нотр-Дам-де-Грас 1860 года
- «Дом спасения» 1937 года, часть музея моря

## Экономика
Структура занятости населения:
- сельское хозяйство — 0,0 %
- промышленность — 7,8 %
- строительство — 6,4 %
- торговля, транспорт и сфера услуг — 27,7 %
- государственные и муниципальные службы — 58,0 %

Уровень безработицы (2017) — 20,0 % (Франция в целом — 12,8 %, департамент Нор — 17,2 %). 

Среднегодовой доход на 1 человека, евро (2017) — 18 460 (Франция в целом — 25 140, департамент Нор — 18 575).

## Демография
Динамика численности населения, чел.

## Администрация
Пост мэра Гран-Фор-Филиппа с 2014 года занимает Сони Кленкар (Sony Clinquart). На муниципальных выборах 2020 года возглавляемый ею независимый список одержал победу в 1-м туре, получив 50,78 % голосов (из трех списков).
| Период | Период | Фамилия        | Партия                    | Примечания                                |
| ------ | ------ | -------------- | ------------------------- | ----------------------------------------- |
| 1965   | 1983   | Пьер Плёвре    | Независимые Республиканцы | аудитор                                   |
| 1983   | 2008   | Ив Лепретр     | Социалистическая партия   | вице-президент ассоциации коммун Дюнкерка |
| 2008   | 2014   | Жоэль Демазьер | Разные левые              |                                           |
| 2014   |        | Сони Кленкар   | Разные левые              | вице-президент ассоциации коммун Дюнкерка |

## Галерея

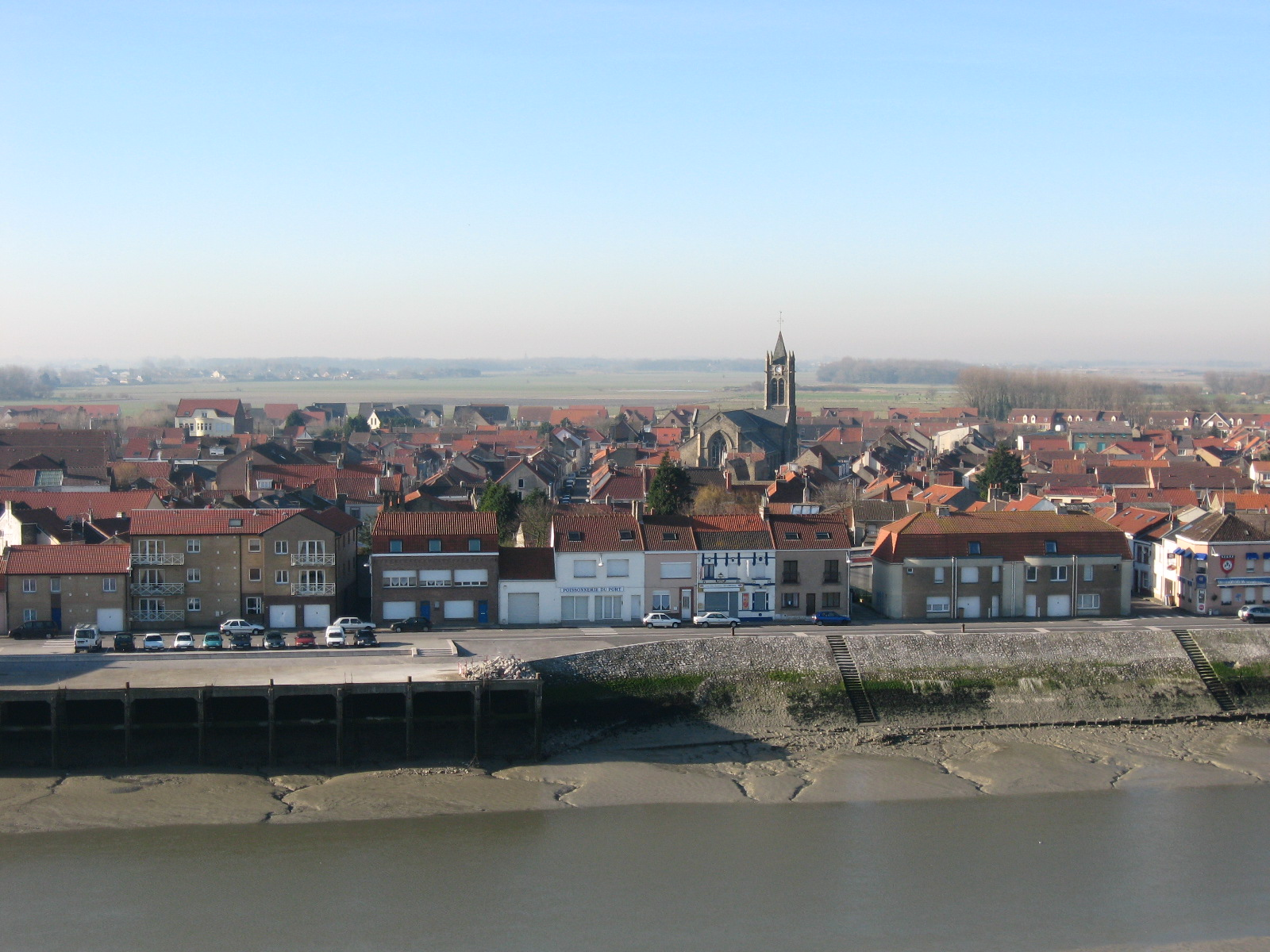
Вид на город с моря
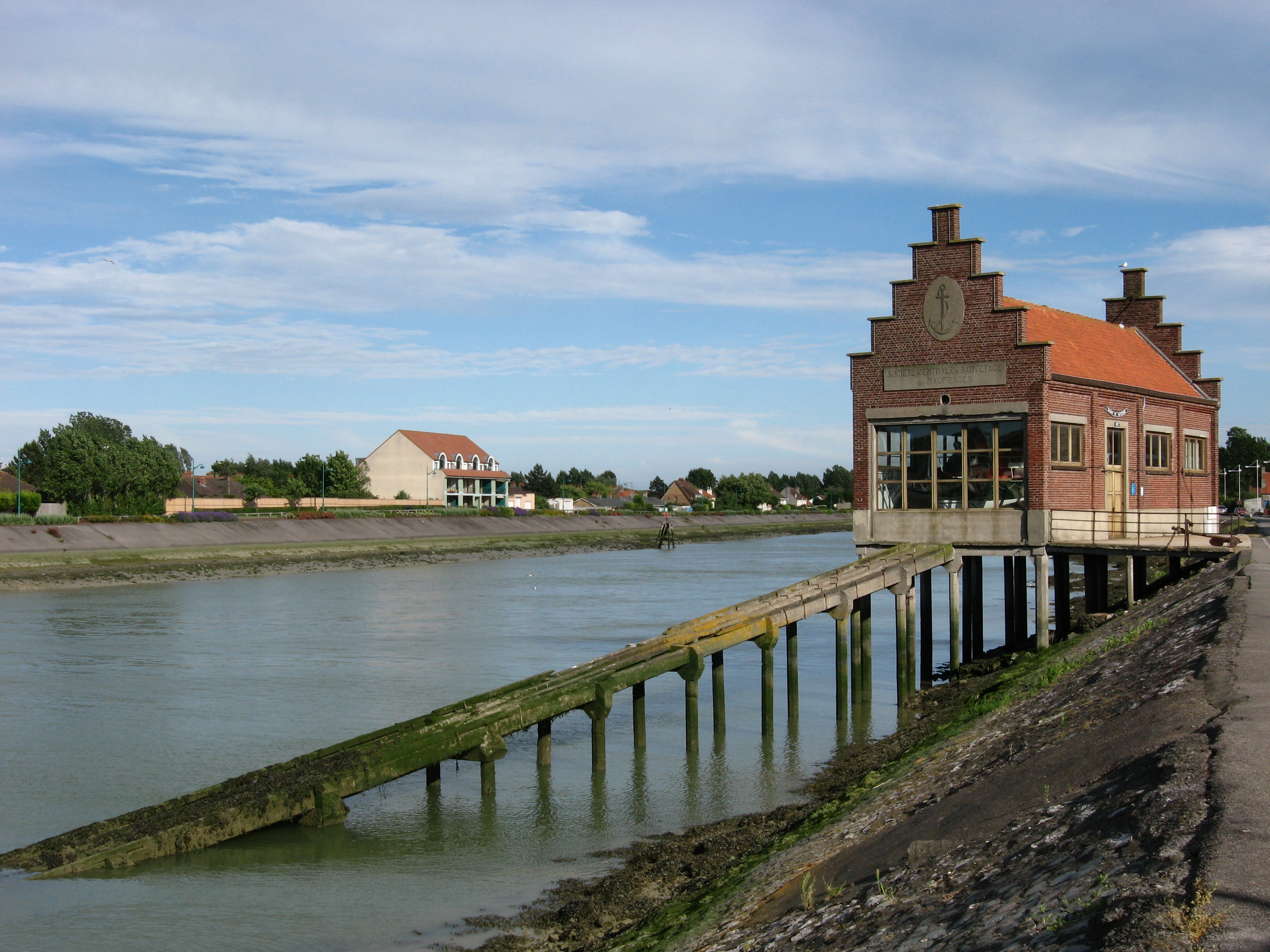
«Дом спасения»